# Macrosarisa
Macrosarisa is een geslacht van kreeftachtigen uit de klasse van de Ostracoda (mosselkreeftjes).

## Soorten
- Macrosarisa andeep Brandão, 2010
- Macrosarisa bensoni Maddocks, 1990
- Macrosarisa capacis Maddocks, 1990
- Macrosarisa elegantula (Whatley & Downing, 1984) Maddocks, 1990 †
- Macrosarisa exquisita (Kaye, 1964) Maddocks, 1990 †
- Macrosarisa fahrbachi Brandão, 2010
- Macrosarisa graysonensis (Alexander, 1929) Maddocks, 1990 †
- Macrosarisa hiulca Maddocks, 1990
- Macrosarisa muensteriana (Jones & Hinde, 1890) Maddocks, 1990 †
- Macrosarisa siliqua (Jones, 1849) Maddocks, 1990 †
- Macrosarisa simplex (Chapman, 1898) Maddocks, 1990 †
- Macrosarisa texana Maddocks, 1990
- Macrosarisa wrightii (Jones & Hinde, 1890) Maddocks, 1990 †